# Auls
Auls – kolonia wsi Wojnowce w Polsce, położona w województwie podlaskim, w powiecie sokólskim, w gminie Kuźnica.
W latach 1975–1998 kolonia administracyjnie należała do województwa białostockiego.
Pod koniec XIX wieku powstała tu siedziba dworska zbudowana przez Stanisława i Wincentego Blacharczyków. Dwór został częściowo zniszczony podczas wojny w 1920 roku i podczas II wojny światowej.